# Liste der Mitglieder des Landtages (Freistaat Braunschweig) (2. Wahlperiode)
Diese Liste gibt einen Überblick über alle Mitglieder des Landtags des Freistaates Braunschweig in der 2. Wahlperiode (1920 bis 1922).

## B
- Albert Bahns (DDP)
- Heinrich Balke (SPD)
- Hermann Basse (USPD)
- Ernst Bielert (Landeswahlverband)
- Oskar Blasius (Landeswahlverband)
- Albert Brandes (Landeswahlverband)
- Wilhelm Brandt (USPD)
- Gustav Braune (Landeswahlverband) (ausgeschieden 1921)
- Friedrich Bretschneider (Landeswahlverband) (eingetreten im Oktober 1921 für Gustav Braune)

## C
- Friedrich Cramm (Landeswahlverband)

## D
- Alfred Dedekind (Landeswahlverband)
- Hermann Deumeland (Landeswahlverband)

## E
- Henry Erdmann (SPD)

## F
- Otto Fischer (USPD)

## G
- Heinrich Gaus (DDP)
- Gustav Gerecke (USPD)
- Hulda Graf (USPD)
- Theodor Grimm (USPD)
- Otto Grotewohl (USPD)

## H
- August Hampe (Landeswahlverband)
- Theodor Hardeweg (Landeswahlverband)
- Karl Helle (Landeswahlverband)
- Erich Heyser (DDP (Liste Rönneburg))
- Reinhard Hoffmann (Landeswahlverband)
- Friedrich Hollandt (USPD)

## J
- Heinrich Jasper (SPD)
- August Junke (USPD)
- Paul Junke (USPD)
- Friedrich Jürgens (USPD)

## K
- Rudolf Kaefer (Landeswahlverband)
- August Kastellan (USPD) (ab 1921)
- Gustav Koch (Landeswahlverband)
- Karl Koch (USPD)
- Arno Krosse (USPD)
- Paul Krull (USPD) (bis 1921)

## L
- Moritz Liebald (Landeswahlverband)
- Berthold Lotze (SPD)

## M
- Marie Mathis (Landeswahlverband)
- Th. Erich Meyer (Landeswahlverband)
- Karl von Müller (Landeswahlverband)

## O
- Sepp Oerter (USPD) (bis 1921)
- Fritz Ohlendorf (SPD)
- Robert Oppermann (SPD)

## P
- Ludwig Pahl (USPD)
- Richard Pust (DDP)

## R
- Friedrich Reese (Landeswahlverband)
- Norbert Regensburger (DDP)
- Heinrich Rieke (SPD) (nur 1920)
- Heinrich Röhrs (USPD)
- Ernst August Roloff (Landeswahlverband)
- Heinrich Rönneburg (DDP)

## S
- Ernst Salfeld (Landeswahlverband)
- Albert Schelz (SPD)
- Georg Schlösser (USPD)
- Henri Schuhmacher (SPD, VSPD)
- Heinrich Siemann (Landeswahlverband)
- Heinrich Siems (USPD)
- Hans Sievers (USPD)
- Bodo Steigerthal (Landeswahlverband)
- Gustav Steinbrecher (SPD)
- Otto Steinhäuser (USPD)

## T
- Wilhelm Tostmann (USPD)

## W
- Heinrich Wassermann (USPD) (ab 1921)
- August Wesemeier (USPD)
- Heinrich Wessel (Landeswahlverband)